# Kémiai kockázatkezelés
A kémiai kockázatbecslés/kockázatértékelés során a munkavállalókat érő, a kémiai anyagok/keverékek által okozott expozíciót, illetve annak lehetőségét vizsgálják.
A kémiai kockázatértékelés egy adott veszélyét az embernek és a környezetnek a veszélyt okozó anyaggal, vagy keverékkel szembeni tényleges expozíciójával kapcsolja össze.
A munkáltató köteles a veszélyes anyagok munka közbeni alkalmazásából eredő kockázatokat felkutatni, megbecsülni és értékelni az Mvt. 54. § (2) bekezdésével összhangban.

## A kockázatértékelés részei
- veszély azonosítása,
- az expozíció-hatás (koncentráció/dózishatás) összefüggés elemzése,
- az expozíció becslése,
- a kockázat értékelése: minőségi, illetve mennyiségi jellemzése.

Amennyiben előre látható, hogy a munkavégzés jelentős többletexpozícióval jár, minden szükséges intézkedést meg kell tenni ennek elkerülésére és ezt a kockázat becslésénél figyelembe kell venni.
Korábbiakban nem alkalmazott veszélyes vegyi anyaggal/keverékkel tevékenység csak akkor kezdhető meg, ha a kockázat becslése megtörtént, és a kockázat kezelésére (elkerülésére vagy eltűrhető szintre csökkentésére) a megfelelő intézkedéseket meghatározták, dokumentálták, illetve bevezették.